# Pseudopleminia
Pseudopleminia är ett släkte av insekter. Pseudopleminia ingår i familjen vårtbitare.
Kladogram enligt Catalogue of Life:
| Pseudopleminia | \| \| Pseudopleminia castanea \| \| \| \| \| \| Pseudopleminia ruficornis \| \| \| \| |
|                | \| \| Pseudopleminia castanea \| \| \| \| \| \| Pseudopleminia ruficornis \| \| \| \| |
|                | Pseudopleminia castanea                                                               |
|                |                                                                                       |
|                | Pseudopleminia ruficornis                                                             |
|                |                                                                                       |